# آسکلوسا (کانزاس)
آسکلوسا (به انگلیسی: Oskaloosa) شهری در ایالت کانزاس کشور ایالات متحده آمریکا است که جمعیت آن در سرشماری سال ۲۰۱۰ میلادی، ۱٬۱۱۳ نفر بوده‌است.